# Leland M. Ford

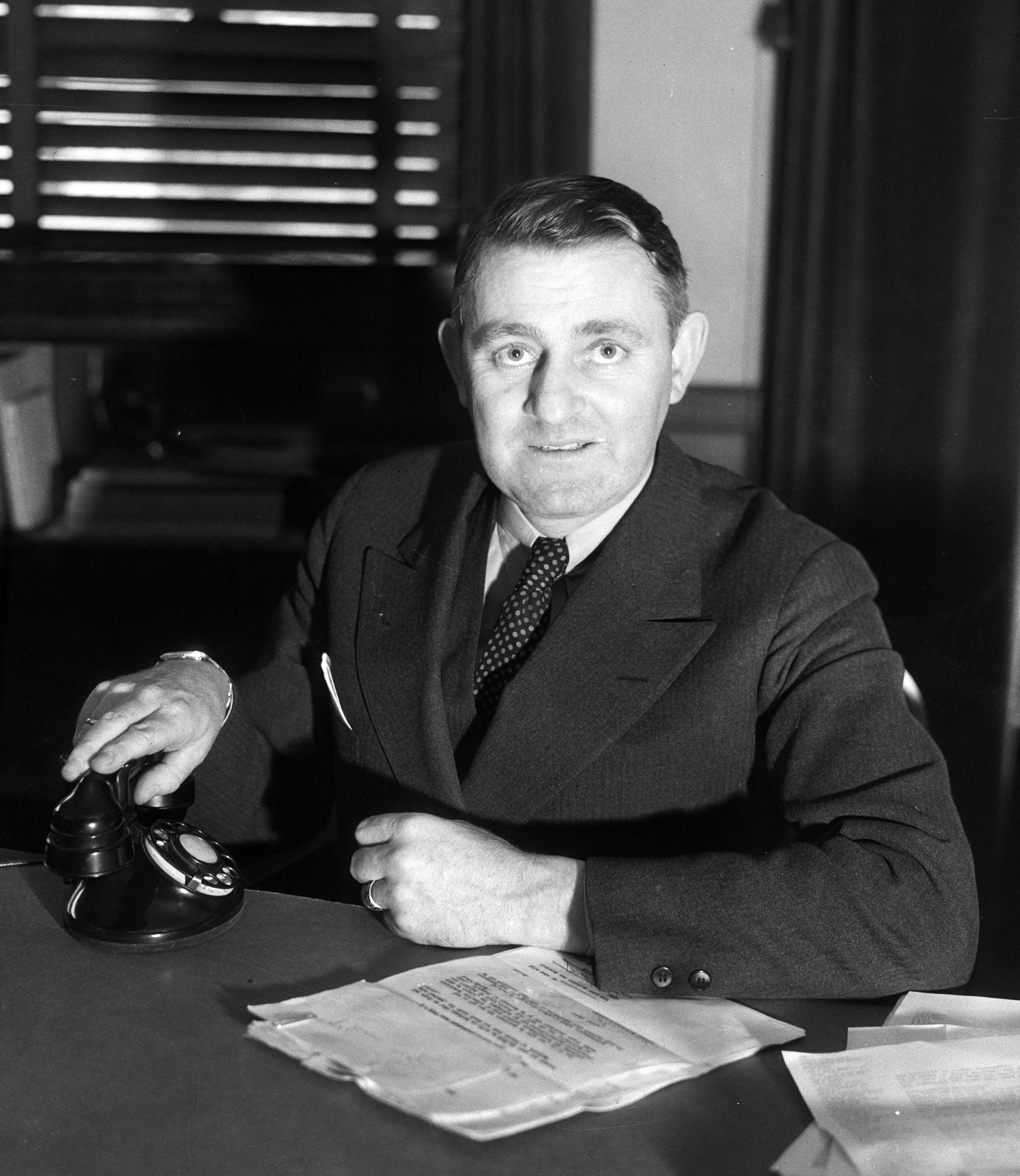
Leland M. Ford (1936)

Leland Merritt Ford (* 8. März 1893 in Eureka, Nevada; † 27. November 1965 in Santa Monica, Kalifornien) war ein US-amerikanischer Politiker. Zwischen 1939 und 1943 vertrat er den Bundesstaat Kalifornien im US-Repräsentantenhaus.

## Werdegang
Leland Ford besuchte die öffentlichen Schulen seiner Heimat. Später studierte er unter anderem an der University of Arizona in Tucson, dem Virginia Polytechnic Institute in Blacksburg und der University of Southern California in Los Angeles. In den Jahren 1909 und 1910 arbeitete er für die Firma Southern Sierras Power Co. Danach war er bis 1913 für die Southern Pacific Railroad tätig; im Jahr 1915 war er in Los Angeles bei der Union Pacific Railroad beschäftigt. Zwischen 1915 und 1919 lebte Ford in Lynchburg (Virginia), wo er in der Landwirtschaft und als Viehzüchter arbeitete. Im Jahr 1919 zog er nach Santa Monica. Dort betätigte er sich in der Immobilienbranche. Gleichzeitig schlug er als Mitglied der Republikanischen Partei eine politische Laufbahn ein. Zwischen 1923 und 1927 gehörte er der Planungskommission von Santa Monica an. Von 1936 bis 1939 fungierte er als Landrat im Los Angeles County.
Bei den Kongresswahlen des Jahres 1938 wurde Ford im 16. Wahlbezirk von Kalifornien in das US-Repräsentantenhaus in Washington, D.C. gewählt, wo er am 3. Januar 1939 die Nachfolge von John F. Dockweiler antrat. Nach einer Wiederwahl konnte er bis zum 3. Januar 1943 zwei Legislaturperioden im Kongress absolvieren. Bis 1941 wurden dort die letzten New-Deal-Gesetze der Bundesregierung unter Präsident Franklin D. Roosevelt verabschiedet. Seit 1941 war auch die Arbeit des Kongresses von den Ereignissen des Zweiten Weltkrieges geprägt.
Im Jahr 1942 wurde Leland Ford nicht wiedergewählt. Nach dem Ende seiner Zeit im US-Repräsentantenhaus arbeitete er wieder in der Immobilienbranche. Er starb am 27. November 1965 in Santa Monica.